# 山口 (福島市)
山口（やまぐち）は、福島県福島市の大字である。郵便番号は960-8202。

## 地理
福島市東部地区に属し、地区南部に位置する。北で岡島と、東で伊達市保原町高成田、保原町富沢と、南東で大波と、南西で渡利と、西で岡部とそれぞれ隣接する。町村制施行以前の山口村の流れを汲む地域である。阿武隈川右岸、福島盆地東端に位置し、西側の平地と東側、南側の山地を擁する。上町に所在する 福島警察署及び天神町に所在する福島消防署がそれぞれ管轄にあたる。

### 河川
- 胡桃川（阿武隈川支流）

### 主な字
- 赤埴
- 荒屋敷
- 雷
- 板山
- 一本杉
- 入山
- 内越
- 梅本
- 女形
- 御成
- 御春新田
- 金山
- 庚壇
- 釜脇
- 上中田
- 川坂
- 行部
- 高谷
- 小坂
- 小性森
- 小堤
- 御膳田
- 五本松
- 坂町
- 作ノ内
- 沢端
- 山神
- 三蔵入
- 三本松
- 笊森
- 下屋敷
- 七口
- 新田
- 新林
- 新町
- 丈六
- 瀬戸沢
- 四至田
- 高森
- 竹柄
- 舘越
- 茶畑
- 寺下
- 寺前
- 寺屋敷
- 天神
- 田上
- 砥石
- 中入
- 中田
- 中平
- 中ノ内
- 梨ノ木
- 西浦
- 沼田
- 根子原
- 白山
- 柱作
- 原
- 馬場屋敷
- 日向
- 藤柄
- 古坂
- 平内屋敷
- 町尻
- 町田
- 町東
- 松保
- 三ケ野原
- 南浦
- 南浦舘
- 宮脇
- 明神
- 文字摺
- 文知摺前
- 柳沢
- 山中
- 休石
- 薬師前

## 歴史
- 1889年（明治22年）4月1日 - 町村制の施行により信夫郡岡山村が発足。旧山口村域は岡山村の大字となる。
- 1947年（昭和22年） 3月10日 - 岡山村が福島市へ編入され、福島市の大字となる。

## 世帯数と人口
2022年（令和4年）3月31日現在の世帯数と人口は以下の通りである。
| 大字 | 世帯数  | 人口   |
| ---- | ------- | ------ |
| 山口 | 727世帯 | 1512人 |

## 小・中学校の学区
市立小・中学校に通う場合、学区は以下の通りとなる。
| 番地 | 小学校             | 中学校                 |
| ---- | ------------------ | ---------------------- |
| 全域 | 福島市立岡山小学校 | 福島市立福島第三中学校 |

## 交通

### 鉄道
- 当地域に鉄道施設は無い。最寄り駅はJR東北本線福島駅

### 道路
- 国道115号
- 福島県道317号山口保原線
  - 御成橋（胡桃川）
- 福島県道308号山口渡利線
- 福島市道11号山口宮沢線

### バス
福島交通路線バス
- （福島駅方面） - 文知摺 - 文知摺観音入口 - お春地蔵 - 作の内 - 行部 - （掛田方面）
  - 月舘経由川俣
  - 大波経由掛田
- （福島駅方面） - 文知摺 - 文知摺観音 - 文知摺観音入口 - お春地蔵 - 作の内 - 行部 - （掛田方面）
- 文知摺・大波経由掛田

## 施設
- 福島市立岡山小学校
- 曹洞宗安洞院
  - 文知摺観音
- 三育幼稚園